# 2. ŽNL Dubrovačko-neretvanska 2024./25.
Ovaj članak je podtema članka: 6. rang HNL-a 2024./25.

2. ŽNL Dubrovačko-neretvanska za sezonu 2024./25. predstavlja drugi stupanj županijske lige u Dubrovačko-neretvanskoj županiji, te ligu šestog stupnja hrvatskog nogometnog prvenstva. 
 
U ligi sudjeluje devet klubova. 
 
Prvak je postao klub "Omladinac" iz Lastova. 

## Sustav natjecanja
Devet klubova igra dvokružnu ligu (18 kola, 16 utakmica po klubu).

## Sudionici
- Enkel – Popovići, Konavle
- Faraon – Trpanj
- Grk – Potomje, Orebić
- NA Libertas – Dubrovnik
- Omladinac –  Lastovo
- Ponikve – Boljenovići – Ponikve, Ston
- Putniković – Putniković, Ston
- Rat – Kuna Pelješka, Orebić
- Žrnovo – Žrnovo, Korčula

## Ljestvica
| Poz. | Momčad                | U  | P  | N | I  | G+ | G– | G+/– | Bod. | Nastavak natjecanja ili ispadanje |
| ---- | --------------------- | -- | -- | - | -- | -- | -- | ---- | ---- | --------------------------------- |
| 1.   | Omladinac Lastovo (P) | 16 | 14 | 1 | 1  | 52 | 23 | +29  | 43   | 1. ŽNL                            |
| 2.   | Grk                   | 16 | 12 | 2 | 2  | 52 | 20 | +32  | 38   |                                   |
| 3.   | Ponikve               | 16 | 9  | 3 | 4  | 48 | 28 | +20  | 30   |                                   |
| 4.   | Žrnovo                | 16 | 8  | 1 | 7  | 28 | 23 | +5   | 25   |                                   |
| 5.   | Rat                   | 16 | 5  | 4 | 7  | 30 | 32 | −2   | 19   |                                   |
| 6.   | Enkel                 | 16 | 6  | 1 | 9  | 19 | 34 | −15  | 19   |                                   |
| 7.   | NA Libertas           | 16 | 4  | 4 | 8  | 23 | 39 | −16  | 16   |                                   |
| 8.   | Putniković            | 16 | 3  | 2 | 11 | 17 | 30 | −13  | 11   |                                   |
| 9.   | Faraon                | 16 | 2  | 0 | 14 | 19 | 59 | −40  | 6    |                                   |

## Rezultati
Ažurirano: 11. lipnja 2025. (kraj sezone) 

| 1. kolo            | 1. kolo |
| ------------------ | ------- |
| 22. rujna 2024.    |         |
| Enkel – Putniković | 1:0     |
| Ponikve – Faraon   | 5:0     |
| Rat – NA Libertas  | 1:1     |
| Žrnovo – Grk       | 0:2     |
| [ 2 ]              |         |

| 2. kolo              | 2. kolo |
| -------------------- | ------- |
| 29. rujna 2024.      |         |
| NA Libertas – Žrnovo | 0:1     |
| Ponikve – Rat        | 5:1     |
| Putniković – Faraon  | 4:1     |
| Omladinac – Enkel    | 4:0     |
| [ 2 ]                |         |

| 3. kolo            | 3. kolo |
| ------------------ | ------- |
| 6. listopada 2024. |         |
| Faraon – Omladinac | 1:5     |
| Rat – Putniković   | 3:3     |
| Žrnovo – Ponikve   | 2:4     |
| Grk – NA Libertas  | 5:2     |
| [ 2 ]              |         |

| 4. kolo             | 4. kolo |
| ------------------- | ------- |
| 13. listopada 2024. |         |
| Omladinac – Rat     | 2:1     |
| Ponikve – Grk       | 3:3     |
| Putniković – Žrnovo | 0:1     |
| Enkel – Faraon      | 6:1     |
| [ 2 ]               |         |

| 5. kolo               | 5. kolo |
| --------------------- | ------- |
| 20. listopada 2024.   |         |
| Rat – Enkel           | 2:2     |
| Grk – Putniković      | 5:2     |
| Žrnovo – Omladinac    | 1:2     |
| NA Libertas – Ponikve | 1:1     |
| [ 2 ]                 |         |

| 6. kolo                  | 6. kolo |
| ------------------------ | ------- |
| 27. listopada 2024.      |         |
| Enkel – Žrnovo           | 1:0     |
| Putniković – NA Libertas | 1:1     |
| Omladinac – Grk          | 4:3     |
| Faraon – Rat             | 2:1     |
| [ 2 ]                    |         |

| 7. kolo                 | 7. kolo |
| ----------------------- | ------- |
| 3. studenog 2024.       |         |
| NA Libertas – Omladinac | 2:3     |
| Grk – Enkel             | 4:0     |
| Ponikve – Putniković    | 2:1     |
| 24. studenog 2024.      |         |
| Žrnovo – Faraon         | 8:0     |
| [ 2 ]                   |         |

| 8. kolo             | 8. kolo |
| ------------------- | ------- |
| 10. studenog 2024.  |         |
| Omladinac – Ponikve | 2:1     |
| Enkel – NA Libertas | 1:0     |
| Rat – Žrnovo        | 6:1     |
| Faraon – Grk        | 0:2     |
| [ 2 ]               |         |

| 9. kolo                | 9. kolo |
| ---------------------- | ------- |
| 17. studenog 2024.     |         |
| Putniković – Omladinac | 0:2     |
| Grk – Rat              | 3:1     |
| NA Libertas – Faraon   | 5:1     |
| Ponikve – Enkel        | 6:0     |
| [ 2 ]                  |         |

| 10. kolo           | 10. kolo |
| ------------------ | -------- |
| 16. ožujka 2025.   |          |
| Putniković – Enkel | 3:1      |
| Faraon – Ponikve   | 3:5      |
| NA Liberas – Rat   | 2:2      |
| Grk – Žrnovo       | 2:2      |
| [ 2 ]              |          |

| 11. kolo             | 11. kolo |
| -------------------- | -------- |
| 23. ožujka 2025.     |          |
| Žrnovo – NA Libertas | 2:0      |
| Rat – Ponikve        | 5:0      |
| Faraon – Putniković  | 2:0      |
| 18. svibnja 2025.    |          |
| Enkel – Omladinac    | 1:4      |
| [ 2 ]                |          |

| 12. kolo           | 12. kolo |
| ------------------ | -------- |
| 30. ožujka 2025.   |          |
| Omladinac – Faraon | 3:1      |
| Putniković – Rat   | 1:2      |
| NA Libertas – Grk  | 0:1      |
| 15. svibnja 2025.  |          |
| Ponikve – Žrnovo   | 0:1      |
| [ 2 ]              |          |

| 13. kolo            | 13. kolo |
| ------------------- | -------- |
| 6. travnja 2025.    |          |
| Faraon – Enkel      | 0:1      |
| Rat – Omladinac     | 1:4      |
| Žrnovo – Putniković | 0:1      |
| Grk – Ponikve       | 4:0      |
| [ 2 ]               |          |

| 14. kolo              | 14. kolo |
| --------------------- | -------- |
| 13. travnja 2025.     |          |
| Enkel – Rat           | 2:0      |
| Putniković – Grk      | 0:1      |
| Ponikve – NA Libertas | 7:1      |
| 24. svibnja 2025.     |          |
| Omladinac – Žrnovo    | 1:0      |
| [ 2 ]                 |          |

| 15. kolo                 | 15. kolo |
| ------------------------ | -------- |
| 19. travnja 2025.        |          |
| Žrnovo – Enkel           | 3:1      |
| Rat – Faraon             | 1:0      |
| 23. travnja 2025.        |          |
| NA Libertas – Putniković | 2:1      |
| 8. lipnja 2025.          |          |
| Grk – Omladinac          | 7:1      |
| [ 2 ]                    |          |

| 16. kolo                | 16. kolo |
| ----------------------- | -------- |
| 27. travnja 2025.       |          |
| Faraon – Žrnovo         | 3:4      |
| Enkel – Grk             | 1:3      |
| Omladinac – NA Libertas | 8:0      |
| 18. svibnja 2025.       |          |
| Putniković – Ponikve    | 0:3      |
| [ 2 ]                   |          |

| 17. kolo            | 17. kolo |
| ------------------- | -------- |
| 4. svibnja 2025.    |          |
| Ponikve – Omladinac | 0:0      |
| Žrnovo – Rat        | 2:0      |
| Grk – Faraon        | 5:1      |
| NA Libertas – Enkel | 2:1      |
| [ 2 ]               |          |

| 18. kolo               | 18. kolo |
| ---------------------- | -------- |
| 10. svibnja 2025.      |          |
| Rat – Grk              | 3:2      |
| 11. svibnja 2025.      |          |
| Faraon – NA Libertas   | 3:4      |
| Enkel – Ponikve        | 0:2      |
| Omladinac – Putniković | 3:0 p.f. |
| [ 2 ]                  |          |

## Najbolji strijelci
Izvori: 
Strijelci 10 i više pogodaka: 
| 15 golova - David Katić (Omladinac) - Ivan Milić (Ponikve) 14 golova - Luka Pejović (Omladinac) 12 golova - Antonio Lipotić (Rat) 11 golova - Ante Mihaljević (Grk) |

 Ažurirano: 11. lipnja 2025. 

## Vanjske poveznice
- zns-dn.com, Županijski nogometni savez Dubrovačko-neretvanske županije
- dalmatinskinogomet.hr
- ŽNS Dubrovačko-neretvanski, facebook stranica
- semafor.hns.family
- markopolosport.net
- sportnet.hr forum, 1. ŽNL Dubrovačko-neretvanska